# Sarasaeschna minuta
Sarasaeschna minuta là loài chuồn chuồn trong họ Aeshnidae. Loài này được Asahina mô tả khoa học đầu tiên năm 1986.